# Будницкий (Могилёвская область)
Бу́дницкий (бел. Будніцкі) — посёлок в составе Мощаницкого сельсовета Белыничского района Могилёвской области Республики Беларусь.
До декабря 2012 года посёлок входил в состав упразднённого Эсьмонского сельсовета.

## Население
- 2010 год — 6 человек